# Raffles (pel·lícula de 1930)
Raffles  és una pel·lícula dirigida per George Fitzmaurice i protagonitzada per Ronald Colman i Kay Francis. L’obra teatral en què es basava la pel·lícula, “Raffles, the Amateur Cracksman” (1906) d’E. W. Hornung havia estat prèviament filmada dues vegades amb el títol “Raffles, the Amateur Cracksman” (1917 i 1925), amb John Barrymore i King Baggot com a protagonistes respectivament. Posteriorment, el 1939, Goldwyn produiria una nova versió titulada “Raffles”, protagonitzada per David Niven. La pel·lícula es va estrenar el 26 de juliol de 1930 i, pel seu treball en aquesta pel·lícula, Oscar Lagerstrom va rebre la nominació a l'Oscar al millor so en la cerimònia d'aquell any.

## Argument
Raffles, un lladre de guant blanc anomenat el crackman, ha eludit amb èxit Scotland Yard durant mesos, però en d'enamorar-se de Lady Gwen, decideix reformar-se. Tanmateix, quan el seu íntim amic Bunny arriba al seu pis i intenta suïcidar-se desesperat per un gran deute de joc, decideix de mala gana fer un darrer atracament per salvar-lo. En una reunió a casa de Lady Melrose, que se sent fascinada per Raffles, aquest decideix robar-li un fabulós collaret de diamants i elabora un pla per prendre’l mentre l'alarma antirobatori de la casa està desactivada. Scotland Yard s'assabenta de l’existència d’un pla per robar el collar i hi envia l’inspector McKenzie posant tot el pla en perill.
Utilitzant aquesta informació en favor seu, Raffles canvia de pla i pren el collaret un cop el lladre, Cranshaw, l’ha robat i després torna a Londres. Cranshaw és detingut i informa a la policia que Raffles és el crackman i que té el collaret. McKenzie decideix permetre que Cranshaw escapi perquè així la policia el pugui seguir fins al pis de Raffles. Gwen s’assabenta del pla i immediatament torna a Londres per avisar Raffles. L'inspector segueix Cranshaw però en arribar al pis de Raffles, aquest convenç el lladre perquè fugi per evitar ser arrestat de nou. Quan McKenzie arriba al pis acusa Raffles del robatori. Davant de Gwen, Raffles admet que és el crackman. Quan Lord Melrose arriba per recuperar el collaret de la seva dona, Raffles ofereix tornar-lo a canvi de la recompensa que Melrose oferia. La seva idea és utilitzar la recompensa per pagar el deute de Bunny.
Raffles s'escapa per un passatge secret vestit amb l'abric i la bufanda de McKenzie. D’aquesta manera aconsegueix eludir els policies que envolten el seu edifici. Després de la seva fugida, Gwen, que estima Raffles més que mai, planeja retrobar-lo més tard a París.

## Repartiment
- Ronald Colman (A.J. Raffles)
- Kay Francis (Gwen)
- Bramwell Fletcher (Bunny)
- Frances Dade (Ethel Crowley)
- David Torrence (Inspector McKenzie)
- Alison Skipworth (Lady Kitty Melrose)
- Frederick Kerr (Lord Harry Melrose)
- John Rogers (Crawsha
- Wilson Benge (Barraclough)
- Virginia Bruce (amiga de Gwen al nightclub)